# Fermín Vivaceta
Fermín Vivaceta Rupio (Santiago, 12 de enero de 1829-Valparaíso, 21 de febrero de 1890) fue un arquitecto, profesor y bombero chileno.

## Biografía
Fue hijo de Fermín Vivaceta, un argentino radicado en Chile, y la chilena Juana Rupio. Su familia era de carácter humilde y estaba compuesta principalmente por obreros. Desde los 13 años, trabajó como aprendiz en un taller de ebanistería, al mismo tiempo que estudiaba durante la noche. En 1846, ingresó al Instituto Nacional a estudiar dibujo lineal, curso que fue organizado por el gobierno de Manuel Bulnes para que los obreros aprendieran dibujo industrial. Además, se dedicó a estudiar geometría y matemáticas, lo que lo capacitó para dar clases a los obreros y convertirse en un experto arquitecto.
En 1850 fue uno de los primeros alumnos de la recién creada Academia de Bellas Artes en donde estudió arquitectura. El estilo de las construcciones de Fermín Vivaceta se basan en las de su maestro, el francés Brunet Debaines, con quien trabajó en la dirección de varias obras. Entre los edificios que se encargó de diseñar están la Casa Central de la Universidad de Chile, la torre de la iglesia de San Francisco, los asientos de la Alameda de las Delicias, el Mercado Central de Santiago, la iglesia de los Doce Apóstoles de Valparaíso y el Fuerte Bueras, entre otros. El estilo armonioso de sus construcciones perdura hasta el día de hoy. Para muchos expertos, su máximo logro son las torres de la Iglesia San Agustín.

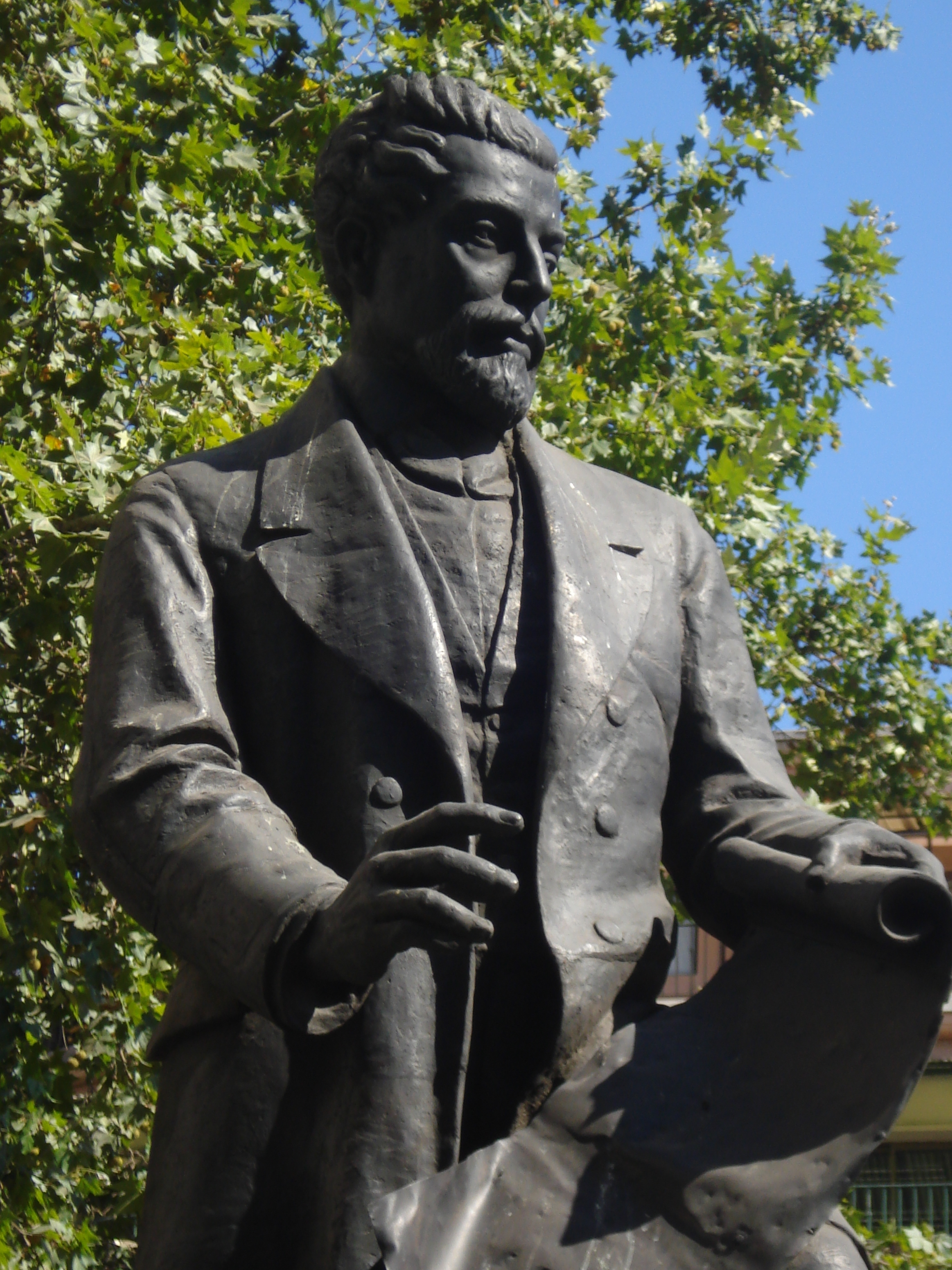
Estatua de Fermín Vivaceta, por José Carocca, Santiago.

En 1858, ingresó a la Junta Directiva de la Sociedad de Instrucción Pública, la que también era integrada por Álvaro Covarrubias, Domingo Santa María y Benjamín Vicuña Mackenna, entre otros. Su mayor labor como miembro de la junta directiva fue la de construir y fomentar las escuelas vespertinas para la educación de los obreros; en estos establecimientos, Vivaceta se desempeñó, además, como profesor e inspector.
Durante la Guerra Hispano-Sudamericana, se trasladó a Valparaíso en 1865 para trabajar como voluntario del cuerpo de bomberos de esta ciudad, quedándose a vivir allí definitivamente. Años más tarde, ingresó a la Sociedad de Artesanos de Valparaíso y, en enero de 1877, junto con otros 48 socios, fundó la Sociedad de Trabajadores, destinada a eliminar los conventillos de la ciudad para construir viviendas dignas para los trabajadores.
A pesar de no tener una gran participación política, apoyó las candidaturas liberales de Domingo Santa María, José Tomás Urmeneta y Benjamín Vicuña Mackenna.
En 1882, lo afectó una fuerte parálisis que insensibilizó su costado izquierdo, y que lo mantuvo con su salud deteriorada hasta su muerte, ocurrida en Valparaíso el 21 de febrero de 1890.

## Homenajes
El antiguo camino de Los Hornillos, en el sector norte de Santiago, fue rebautizado como avenida Fermín Vivaceta. 
El 3 de octubre de 1953 se levantó un monumento con su figura en el ingreso de la misma calle, el que posteriormente fue trasladado a la esquina de Alameda con Diagonal Paraguay.
También la estación de la línea 3 del Metro de Santiago, Vivaceta lleva su apellido.

## Obras
|                        |
| Iglesia de San Agustín |

|                                         |
| Casa Central de la Universidad de Chile |

|                             |
| Mercado Central de Santiago |

|                         |
| Alameda de las Delicias |

|                                                 |
| Remodelación de la Parroquia del Espíritu Santo |